# لا تسألني من أنا (فلم)
لا تسألنى من أنا فيلم مصري إنتاج عام 1984.

## القصة
تعانى امرأة فقيرة اسمها عائشة (شادية) من الفقر، لذا فإنها تبيع ابنتها زينب (يسرا) للثرية العاقر شريفة (مديحة يسري) شريطة أن تقوم هي برعايتها بصفتها مربيتها. كما تتكفل شريفه هانم بمصاريف أسرة عائشة لكى تتمكن من القيام بشئون وطلبات أفراد أسرتها، لا يعلم هذا الاتفاق سوى زغلول محامى شريفة هانم. يكبر الأبناء ويحصلون على شهادات جامعية ووظائف مرموقة ويطلبون من أمهم الكف عن العمل كمربية، لكنها ترفض من أجل زينب. تموت شريفة هانم ويظهر بعض أقاربها للمطالبة بالميراث في الثروة التي قد باعتها لابنتها بالتبنى زينب. يقوم أحدالشباب، مدحت (فاروق الفيشاوى) بخطبة زينب بإيعاز من أبويه، وتكشف الحقيقة للجميع بعد مرور السنين بأن عائشة هي ام زينب وتعود زينب إلى أسرتها الحقيقية.

## بطولة
- شادية: عائشة
- مديحة يسري: شريفة هانم
- يسرا: زينب
- فاروق الفيشاوي: مدحت
- إلهام شاهين
- هشام سليم
- هالة صدقي
- ناصر سيف
- سوسن بدر
- نعيمة الصغير
- طارق الدسوقي
- يوسف العسال: الي جاب كرت زواج مدحت
- علية الصياد: الجارة
- سلوى محمود
- نوال عبد العزيز
- حسنى عبد الجليل
- أحمد غانم
- محمود رشاد
- حمدى يوسف
- عزت عبد الجواد
- محسن صبرى

## بيانات رئيسية
- إخراج: أشرف فهمى
- تأليف: أحمد صالح
- قصة وسيناريو و حوار: إحسان عبد القدوس
- تاريخ الإصدار: 19 نوفمبر 1984

## روابط خارجية
- مقالات تستعمل روابط فنية بلا صلة مع ويكي بيانات